# Temporada 1949-50 de los Minneapolis Lakers

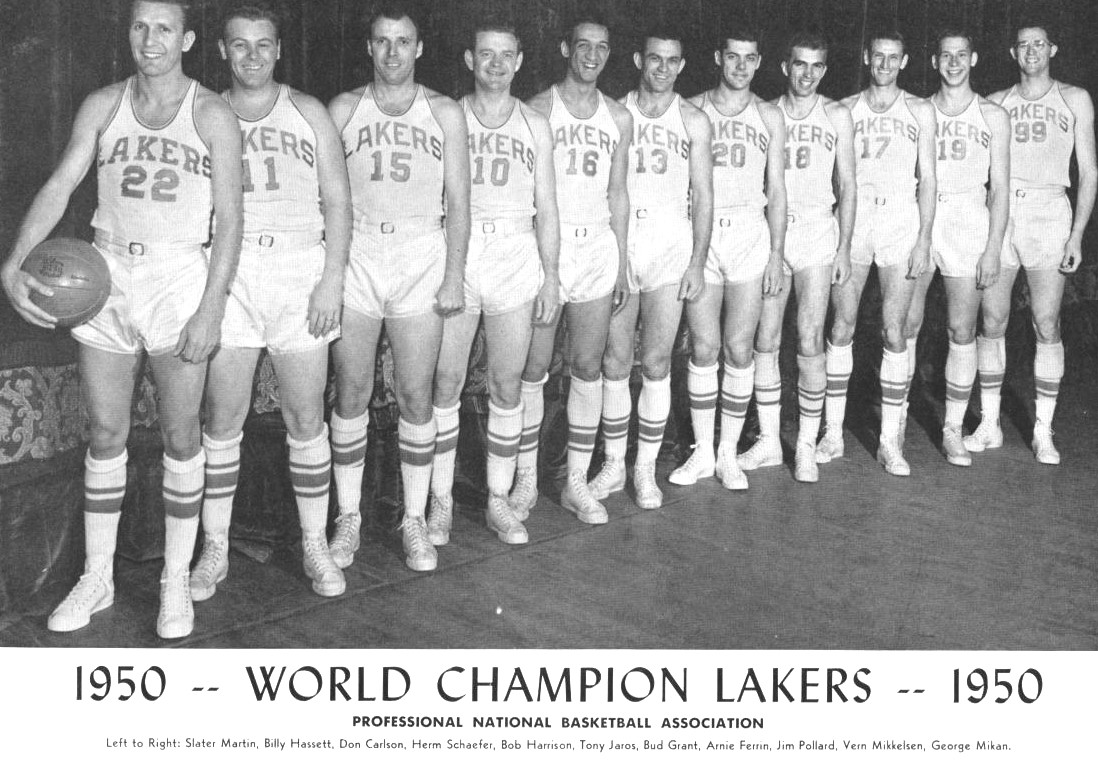
La plantilla de los Lakers, campeones en 1950.

La Temporada 1949-50 fue la segunda de los Minneapolis Lakers en la liga, la primera bajo la denominación NBA. La temporada regular acabó con 51 victorias y 17 derrotas, ocupando el primer puesto de la División Central, clasificándose para los playoffs en los que se proclamaron campeones por segundo año consecutivo tras derrotar en las finales a los Syracuse Nationals.

## Elecciones en elDraft
| Ronda | Puesto | Jugador        | Posición  | Nacionalidad   | Universidad |
| ----- | ------ | -------------- | --------- | -------------- | ----------- |
| T     | -      | Vern Mikkelsen | Ala-Pívot | Estados Unidos | Hamline     |
| 2     | 23     | Bob Harrison   | Base      | Estados Unidos | Michigan    |
| 3     | 31     | Paul Walther   | Escolta   | Estados Unidos | Tennessee   |

## Temporada regular
| División Central     | División Central | División Central | División Central | División Central | División Central | División Central | División Central | División Central |
| Equipo               | G                | P                | %                | PD               | Casa             | Fuera            | Neutral          | Div              |
| -------------------- | ---------------- | ---------------- | ---------------- | ---------------- | ---------------- | ---------------- | ---------------- | ---------------- |
| x-Minneapolis Lakers | 51               | 17               | .750             | -                | 30-1             | 18-16            | 3-0              | 16-8             |
| x-Rochester Royals   | 51               | 17               | .750             | -                | 33-1             | 17-6             | 1-0              | 15-9             |
| x-Fort Wayne Pistons | 40               | 28               | .588             | 11               | 28-6             | 12-22            | -                | 14-10            |
| x-Chicago Stags      | 40               | 28               | .588             | 11               | 18-6             | 14–21            | 8-1              | 11-13            |
| St. Louis Bombers    | 26               | 42               | .382             | 25               | 17-14            | 7–26             | 2-2              | 4-20             |

## Playoffs

### Semifinales de División
Minneapolis Lakers - Chicago Stags
| Fecha       | Partido                                 | Ciudad      |
| ----------- | --------------------------------------- | ----------- |
| 22 de marzo | Minneapolis Lakers 85, Chicago Stags 75 | Minneapolis |
| 25 de marzo | Chicago Stags 67, Minneapolis Lakers 75 | Chicago     |
|             | Minneapolis gana las series 2-0         |             |

### Finales de División
Fort Wayne Pistons - Minneapolis Lakers
| Fecha       | Partido                                      | Ciudad      |
| ----------- | -------------------------------------------- | ----------- |
| 27 de marzo | Minneapolis Lakers 93, Fort Wayne Pistons 79 | Minneapolis |
| 28 de marzo | Fort Wayne Pistons 82, Minneapolis Lakers 89 | Fort Wayne  |
|             | Minneapolis gana las series 2-0              |             |

### Semifinales NBA
Minneapolis Lakers - Anderson Packers
| Fecha      | Partido                                    | Ciudad      |
| ---------- | ------------------------------------------ | ----------- |
| 5 de abril | Minneapolis Lakers 75, Anderson Packers 50 | Minneapolis |
| 6 de abril | Anderson Packers 71, Minneapolis Lakers 90 | Anderson    |
|            | Minneapolis gana las series 2-0            |             |

### Finales de la NBA
Minneapolis Lakers -Syracuse Nationals
| Fecha       | Partido                                       | Ciudad      |
| ----------- | --------------------------------------------- | ----------- |
| 8 de abril  | Syracuse Nationals 66, Minneapolis Lakers 68  | Syracuse    |
| 9 de abril  | Syracuse Nationals 91, Minneapolis Lakers 85  | Syracuse    |
| 14 de abril | Minneapolis Lakers 91, Syracuse Nationals 77  | Saint Paul  |
| 16 de abril | Minneapolis Lakers 77, Syracuse Nationals 69  | Saint Paul  |
| 20 de abril | Syracuse Nationals 83, Minneapolis Lakers 76  | Syracuse    |
| 23 de abril | Minneapolis Lakers 110, Syracuse Nationals 95 | Minneapolis |
|             | Minneapolis gana las finales 4-2              |             |

## Estadísticas
| Rk | Jugador        | Edad | P  | PT | MP | TC  | TCI  | %TC   | 3P | 3PI | %3P | TL  | TLI  | %TL  | RO | RD | RT | AS  | RB | TAP | BP | FP  | PTS  |
| 1  | George Mikan   | 25   | 68 |    |    | 9.5 | 23.5 | .407  |    |     |     | 8.3 | 10.7 | .779 |    |    |    | 2.9 |    |     |    | 4.4 | 27.4 |
| 2  | Jim Pollard    | 27   | 66 |    |    | 6.0 | 17.3 | .346  |    |     |     | 2.8 | 3.7  | .764 |    |    |    | 3.8 |    |     |    | 2.2 | 14.7 |
| 3  | Vern Mikkelsen | 21   | 68 |    |    | 4.2 | 10.6 | .399  |    |     |     | 3.2 | 4.2  | .752 |    |    |    | 1.8 |    |     |    | 3.3 | 11.6 |
| 4  | Arnie Ferrin   | 24   | 63 |    |    | 2.1 | 6.3  | .333  |    |     |     | 1.2 | 1.7  | .697 |    |    |    | 1.5 |    |     |    | 2.3 | 5.4  |
| 5  | Herm Schaefer  | 31   | 65 |    |    | 1.9 | 4.8  | .389  |    |     |     | 1.3 | 1.6  | .851 |    |    |    | 3.1 |    |     |    | 1.6 | 5.1  |
| 6  | Don Carlson    | 30   | 57 |    |    | 1.7 | 5.1  | .341  |    |     |     | 1.2 | 1.7  | .726 |    |    |    | 1.3 |    |     |    | 2.2 | 4.7  |
| 7  | Bob Harrison   | 22   | 66 |    |    | 1.9 | 5.3  | .359  |    |     |     | 0.8 | 1.1  | .676 |    |    |    | 2.0 |    |     |    | 2.7 | 4.5  |
| 8  | Slater Martin  | 24   | 67 |    |    | 1.6 | 4.5  | .351  |    |     |     | 0.9 | 1.4  | .634 |    |    |    | 2.2 |    |     |    | 2.4 | 4.0  |
| 9  | Tony Jaros     | 29   | 61 |    |    | 1.4 | 4.7  | .291  |    |     |     | 1.2 | 1.6  | .750 |    |    |    | 1.0 |    |     |    | 1.7 | 3.9  |
| 10 | Paul Walther   | 22   | 22 |    |    | 1.5 | 3.6  | .400  |    |     |     | 0.5 | 1.0  | .524 |    |    |    | 0.5 |    |     |    | 1.8 | 3.4  |
| 11 | Gene Stump     | 26   | 23 |    |    | 1.2 | 4.1  | .284  |    |     |     | 0.3 | 0.6  | .500 |    |    |    | 1.0 |    |     |    | 1.4 | 2.7  |
| 12 | Billy Hassett  | 28   | 42 |    |    | 0.9 | 3.5  | .262  |    |     |     | 0.8 | 1.6  | .522 |    |    |    | 1.6 |    |     |    | 2.0 | 2.6  |
| 13 | Bud Grant      | 22   | 35 |    |    | 1.2 | 3.3  | .365  |    |     |     | 0.2 | 0.5  | .412 |    |    |    | 0.5 |    |     |    | 1.0 | 2.6  |
| 14 | Normie Glick   | 22   | 1  |    |    | 1.0 | 1.0  | 1.000 |    |     |     | 0.0 | 0.0  |      |    |    |    | 0.0 |    |     |    | 1.0 | 2.0  |

## Galardones y récords
| Jugador                  | Galardón                      |
| George Mikan Jim Pollard | Mejor quinteto de la NBA      |
| George Mikan             | Líder de anotación de la liga |